# Gammaropsis mondlanei
Gammaropsis mondlanei is een vlokreeftensoort uit de familie van de Photidae. De wetenschappelijke naam van de soort is voor het eerst geldig gepubliceerd in 1990 door Ortiz.